# James Hartigan
James Edward Hartigan (* 11. März 1975 in Sutton, London) ist ein britischer Journalist und Pokerkommentator. Zusammen mit Joe Stapleton kommentiert er momentan für PokerStars.

## Persönliches
Hartigan wuchs in Sutton (South London) und Banstead (Surrey) auf. Er studierte am Christ Church College Canterbury und schloss 1996 mit einem Bachelor in Radio, Film und Fernsehen sowie englischer Literatur ab. Anschließend absolvierte er ein Postgraduales Studium in Rundfunkjournalismus am Falmouth College of Arts.
Hartigan lebt in Putney, London. Neben Poker und Filmen ist er auch ein Fan von Tennis und der NFL. Seine Lieblingsmannschaft sind die San Francisco 49ers.

## Radio
Hartigan begann seine Karriere als Filmkritiker bei BBC-Radio Kent und als Journalist bei County Sound Radio, bevor er 1998 zum Londoner Sender Heart 106.2 wechselte, wo er die Nachrichten in Jono Colemans Breakfast Show moderierte. Darüber hinaus war er der Showbiz-Redakteur des Senders.
Im Jahr 2001 wurde er von UBC Media eingestellt, um kommerzielle Programme zu leiten. 2004 kehrte er zum Live-Rundfunk zurück. Er las Nachrichten auf Jazz FM und Classic FM (GB) und moderierte eine Reihe von Sendungen auf LBC, darunter das Nachrichtenmagazin The Morning Report auf LBC News 1152 und die werktägliche Drivetime-Show auf LBC 97.3.
Seit November 2008 ist Hartigan der Filmkritiker von LBC.

## Poker

### Werdegang
Hartigan ist seit den frühen 1990er-Jahren ambitionierter Pokerspieler. Als professioneller Moderator mit großem Interesse am Spiel wurde er 2005 von The Poker Channel als Kommentator für den World Cup of Poker und die World Speed Poker Open engagiert. Seitdem kommentiert er Turniere in ganz Europa und moderiert Pokersendungen für Channel 4, Sky Sports, Eurosport und Challenge.
Derzeit arbeitet er bei PokerStars als Hauptmoderator der European Poker Tour (EPT), des PokerStars Caribbean Adventures (PCA), TV-Highlight Shows und des EPT-Live-Webcasts. In der ersten Saison nahm er an der EPT in Deauville teil. Hartigan moderierte auch die Berichterstattung über die North American Poker Tour (NAPT) und die World Series of Poker für ESPN, einschließlich des Finaltisches des WSOP-Main-Events 2010, und ist eines der Gesichter von Sky Poker, wo er als Moderator und Analyst auftritt. Außerdem schreibt er gelegentlich einen Blog für die Website von Sky Poker.

### Auszeichnungen
Zusammen mit seinem Kollegen Joe Stapleton wurde Hartigan im Februar 2022 bei den Global Poker Awards für ihren Podcast Poker in the Ears mit dem Preis „Best Podcast 2021“ ausgezeichnet. Im Jahr darauf erhielt er einen Global Poker Award als „Best Broadcaster“.